# Uljanowskoje (Kabardo-Bałkaria)
Uljanowskoje (ros. Ульяновское) – wieś w Rosji, w Kabardo-Bałkarii, w rejonie prochładnieńskim. W 2010 liczyła 475 mieszkańców, głównie Turków.